# ابن طیفور
ابوالفضل احمد بن ابی طاهر طیفور شناخته‌شده به ابن طیفور کاتب (زادهٔ ۲۰۴ تا ۲۰۶ قمری – مرگ ۲۶ جمادی‌الاول ۲۸۰/۱۳ اوت ۸۹۳ میلادی) شاعر و تاریخ‌نگار ایرانی‌تبار بود. هوار معنی نام او را تاج‌پور دانسته‌است. نیاکان او از مرورود بودند و خود در بغداد متولد شد و در همان‌جا درگذشت. وی در آغاز پیشهٔ آموزگاری کودکان را داشت.

## اثرها
وی نزدیک به پنجاه کتاب نوشت که برخی از آنها از این دستند:
- بغداد
- المنثور والمنظوم
- المؤلفین
- اخبار بشار بن برد و اختبار شعره
- اخبار مروان و آل مروان
- الجواهر
- الهدایا
- السرقات
- القاب‌الشعرا
- المعروفین من‌الانبیاء
- فضل‌العرب علی‌العجم
- مرثیة هرمز بن کسری بن انوشروان
- المصلح والوزیرالمعین